# Sonic Boom (série télévisée d'animation)
Pour les articles homonymes, voir Sonic Boom.
Sonic X Sonic Prime
Sonic Boom est une série d'animation franco-américaine en animation 3D, développée par OuiDo! Entertainment, en collaboration avec la branche américaine de Sega, inspirée de la série de jeux vidéo Sonic the Hedgehog créée par Sega. Il s'agit de la cinquième série d'animation de la franchise (de la seconde développée en France, la première étant Sonic le Rebelle) et de la première à être développée en images de synthèse et en haute définition.
La série est diffusée sur Cartoon Network en Amérique du Nord à partir du 8 novembre 2014, sur Canal J et Gulli en France et à partir du 30 août 2015. Une deuxième saison a été diffusée sur Canal J le 8 avril 2017. En Belgique, la série est diffusée à partir du 4 avril 2015 sur La Trois, et en Suisse, la série est diffusée sur RTS Deux. Au Québec, la série est diffusée sur Radio-Canada. 
La première saison est disponible sur Netflix depuis 2017, La série sur TRT GO en Türkiye à partir  24 avril 2025
Deux jeux vidéo servant de préquelle à la série sont sortis en novembre 2014 sur consoles Wii U et Nintendo 3DS. Un troisième jeu est sorti en septembre 2016.

## Production
La série d'animation est annoncée en octobre 2013, avec une image présentant la silhouette des quatre protagonistes de la série, Sonic, Tails, Knuckles, et Amy. La série, composée de 52 épisodes de onze minutes, est développée par Evan Baily, Donna Friedman Mier, Sandrine Nguyen, et Baily et Bill Freiberger en tant que showrunners, sous la supervision du dirigeant de Sonic Team Takashi Iizuka.
Le 6 février 2014, Sega présente sa première bande-annonce et le nouveau design de ses personnages. La série intronise également un nouveau personnage appelé Sticks the Jungle Badger. Lors d'une entrevue avec le site Polygon, Iizuka explique que la série est conçue afin d'attirer une audience occidentale plus élargie, depuis la production de la série Sonic X. Comme telle, aucune date de sortie n'est annoncée pour le Japon. Baily explique que la série est un mélange d'action et de comédie en structure épisodique. Le 1er juillet 2017, Netflix Japon diffuse en exclusivité la saison 1 sous le nom de Sonic Toon (ソニックトゥーン).
Le 21 mai 2020, lors d'un questions-réponses sur Reddit, le chef de la marque Sega annonce qu'il n'est pas envisagé que la série continue après sa deuxième saison. Dans la même journée, le producteur exécutif de la série confirmera qu'il n'y aura pas de troisième saison.

## Distribution
| Personnage             | Voix anglaise          | Voix française         |
| ---------------------- | ---------------------- | ---------------------- |
| Sonic                  | Roger Craig Smith      | Alexandre Gillet       |
| Miles « Tails » Prower | Colleen O'Shaughnessey | Marie-Eugénie Maréchal |
| Knuckles               | Travis Willingham      | Sébastien Desjours     |
| Amy Rose               | Cindy Robinson         | Naïké Fauveau          |
| Dr Eggman              | Mike Pollock           | Marc Bretonnière       |
| Sticks                 | Nika Futterman         | Claire Morin           |
| Shadow                 | Kirk Thornton          | Benoît Du Pac          |
| Orbot                  | Kirk Thornton          | Tony Marot             |
| Cubot                  | Wally Wingert          | Benjamin Pascal        |
| Vector                 | Keith Silverstein      | Philippe Roullier      |

## Personnages
- Sonic le Hérisson, plus couramment appelé Sonic, est un hérisson bleu anthropomorphe, de 15 ans, qui peut dépasser la vitesse du son, car c'est le hérisson le plus rapide du Monde. Il vit avec ses amis Knuckles, Amy, Tails et Sticks. Il est l'ennemi d'Eggman, le rival de Shadow le hérisson, et adore manger des chili-dogs[11].

- Amy, surnommée Amy Rose, est un hérisson rose anthropomorphe, de 12 ans. Pour combattre, elle est armée d'un marteau jaune géant. Amy est une fille joyeuse. Dans l'épisode Chez Amy, elle en a marre de la nourriture du fast-food Meh burger, et ouvre son propre restaurant à l'aide de ses amis[12].

- Tails, de son nom Miles « Tails » Prower, est un renard jaune anthropomorphe, de 8 ans, à double queue, et il peut les utiliser pour voler. Il est le meilleur ami de Sonic. Il est inventeur, et possède un avion qu'il a lui même créé. Dans l'épisode Robot contre robot, il crée un robot qu'il nomme Hypnobot, un robot qui peut hypnotiser les autres robots, mais qui finit détruit à la fin[13].

- Sticks est un blaireau femelle de 16 ans, qui vit toute seule dans son terrier. Elle a des défenses pour protéger son terrier. Dans l'épisode La Berceuse, elle chante (faux !) une berceuse pour endormir le Granofurgiganticus, un monstre de pierre, qui peut se camoufler en se faisant passer pour d'autres pierres. Dans l'épisode Madame Sticks, elle a été invitée avec ses amis pour recevoir une récompense. Seulement, elle est un animal sauvage, et ne peut pas se comporter convenablement en présence d'autres personnes. Amy lui apprend donc à devenir une lady. Dans l'épisode, La Malédiction de l'élan qui louche, elle aperçoit un élan qui louche et repense à cette malédiction. Elle emmène donc ses amis chez un leveur de malédiction[14].

- Knuckles est un échidné anthropomorphe, rouge, de 16 ans. Il est nomade. Dans l'épisode Notre maire Knuckles, il remplace temporairement le maire du village. Dans l'épisode Knuckles de la poisse, il est en compétition avec Sonic, et Sonic gagne constamment. Il se demande s'il a la poisse, puis se lance dans des épreuves très dangereuses, en espérant qu'il aura de la chance. Il est même prêt à risquer sa vie[15].

- Shadow le Hérisson, plus couramment appelé Shadow, est un hérisson noir anthropomorphe. Il a une cinquantaine d'années. C'est le plus grand rival de Sonic, et il peut faire des choses incroyables. Il est presque aussi rapide que Sonic, il peut contrôler le chaos et se téléporter. Dans l'épisode Il faut tout un village pour vaincre un hérisson, il aide Eggman à vaincre Sonic. Shadow est quelqu'un de très silencieux qui prend ses distances pratiquement avec tout le monde.

- Dr Eggman, plus couramment appelé Eggman, et surnommé « Crâne d'œuf » par Sonic, est un fabricant de robots, toujours accompagné de ses serviteurs Orbot et Cubot. Et il a des tas d'autres robots qu'il utilise pendant les combats avec Sonic et ses amis. Il est l'ennemi juré de Sonic. Dans l'épisode, Ne me jugez pas, il fait un procès à Sonic, à la suite d'une bataille. Il a fait semblant de se blesser, ce qui sera découvert à la fin de l'épisode[16].

- Orbot est un robot rouge en forme de cercle créé par le Dr Eggman. Il a été programmé pour lui obéir. Dans l'épisode, Un jour sans fin, on découvre qu'il apporte le petit-déjeuner d'Eggman au lit. Orbot a une puce de traçage, pour que Eggman sache où il est.

- Cubot est un robot jaune en forme de cube créé par le Dr Eggman. Tout comme Orbot, il a été programmé pour obéir à Eggman mais contrairement à ce dernier, il est bien moins intelligent, voire stupide et paresseux, mais reste loyal envers Eggman. Dans l’épisode Le roi Cubot, il existait plusieurs prototypes de Cubot, dont il est la version définitive, qui se sont échappés du repaire d'Eggman pour éviter de devenir des pièces détachées (bien qu'Eggman finît par les retrouver, ils restèrent quand même en un seul morceau). Ce qui le différencie de ses prototypes, c'est qu'il apprend de ses erreurs et fait de son mieux pour ne plus les reproduire, même s'il ne peut pas effacer sa stupidité.

## Épisodes
La série est diffusée en Amérique du Nord sur Cartoon Network à partir du 8 novembre 2014 et en France sur Canal J et Gulli à partir du 19 novembre 2014. Trois jeux vidéo Sonic Boom servant comme préquelle de la série sont sortis sur consoles Wii U et Nintendo 3DS.

## Jeux vidéo
Deux jeux vidéo servant de préquelle de la série sont développés par Sega sur consoles Wii U et Nintendo 3DS. La version Wii U, intitulée Sonic Boom : L'Ascension de Lyric, est développée chez Big Red Button Entertainment, et la version 3DS, intitulée Sonic Boom : Le Cristal brisé, par Sanzaru Games. Les jeux sont annoncés en même temps que la série d'animation le 6 février 2014 et sont sortis fin 2014. Un troisième épisode intitulé Sonic Boom : Le Feu et la Glace est sorti en 2016 sur Nintendo 3DS.